# Chile en los Juegos Olímpicos de Río de Janeiro 2016
La participación de Chile en los Juegos Olímpicos de Río de Janeiro 2016 fue la vigesimotercera actuación olímpica de ese país y la decimoctava oficialmente organizada por el Comité Olímpico de Chile (COCh). La delegación chilena estuvo compuesta de 42 deportistas —17 mujeres (40%) y 25 hombres (60%)—, la más numerosa desde Sídney 2000, que compitieron en 16 de los 28 deportes reconocidos por el Comité Olímpico Internacional (COI) en los Juegos Olímpicos de verano.
Al igual que en los Juegos Olímpicos de Londres 2012, Chile no obtuvo ninguna medalla en esta edición, completando un periodo de dos olimpiadas sin ocupar un podio, tras la medalla de plata obtenida por Fernando González en Pekín 2008.
La abanderada de Chile en la ceremonia de apertura —elegida por votación popular— fue la maratonista Érika Olivera, quien disputó sus quintos Juegos Olímpicos para luego retirarse. El mismo rol cumplió la triatleta Bárbara Riveros en la ceremonia de clausura.

## Deportistas clasificados

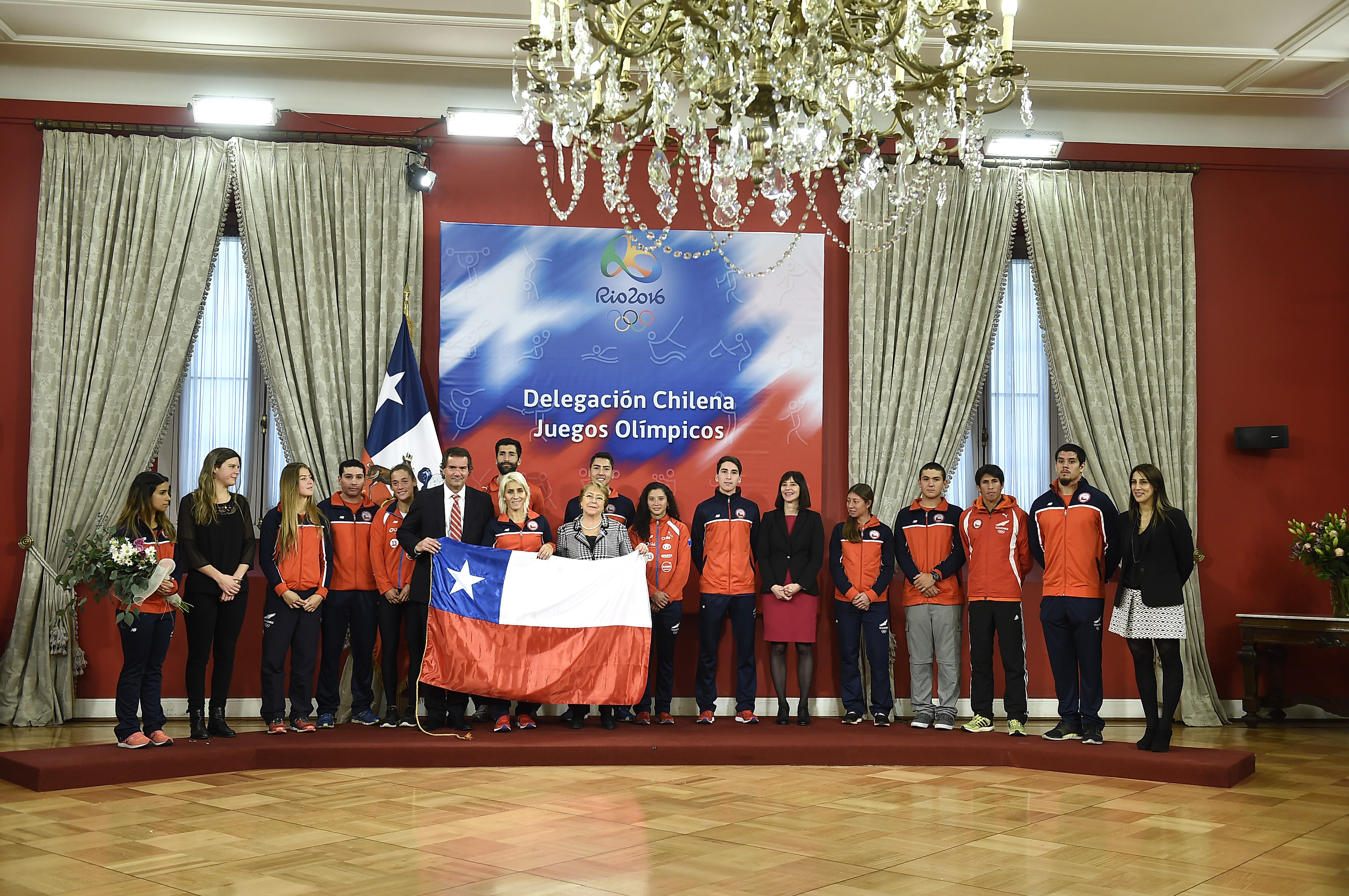
La presidenta Michelle Bachelet entregando la bandera de Chile a la abanderada Érika Olivera y a otros deportistas chilenos.

Los 42 deportistas chilenos que clasificaron a Río 2016 son:
| - Atletismo (10): - Isidora Jiménez (200 m) - Edward Araya (50 km marcha) - Yerko Araya (20 km marcha) - Érika Olivera (maratón) - Natalia Romero (maratón) - Daniel Estrada (maratón) - Enzo Yáñez (maratón) - Víctor Aravena (maratón) - Natalia Duco (bala) - Karen Gallardo (disco) - Ciclismo (2): - José Luis Rodríguez (ruta) - Paola Muñoz (ruta) - Equitación (1): - Carlos Lobos (concurso completo) - Gimnasia (2): - Tomás González (gimnasia artística) - Simona Castro (gimnasia artística) - Golf (1): - Felipe Aguilar - Halterofilia (2): - María Fernanda Valdés (75 kg) - Julio Acosta (62 kg) - Judo (1): - Thomas Briceño (-90 kg) - Natación (2): - Kristel Köbrich (800 m libres) - Felipe Tapia (1500 m libres) | - Remo (4): - Felipe Cárdenas (doble ligero) - Bernardo Guerrero (doble ligero) - Melita Abraham (doble ligero) - Josefa Vila (doble ligero) - Taekwondo (1): - Ignacio Morales (–68 kg) - Tenis (2): - Hans Podlipnik (dobles) - Julio Peralta (dobles) - Tiro (1): - Francisca Crovetto (skeet) - Tiro con arco (1): - Ricardo Soto - Triatlón (1): - Bárbara Riveros - Vela (9): - Matías del Solar (láser) - Begoña Gumucio (49er) - Arantza Gumucio (49er) - Benjamín Grez (49er) - Cristóbal Grez (49er) - Andrés Ducasse (470) - Francisco Ducasse (470) - Nadja Horwitz (470) - Sofía Middleton (470) - Voleibol (2): - Esteban Grimalt (playa) - Marco Grimalt (playa) |

En ciclismo, Carlos Oyarzún clasificó a Río en los Juegos Panamericanos de 2015, donde ganó medalla de oro en la modalidad de ruta, sin embargo, tras haber resultado positivo en un control de dopaje, su participación se vio suspendida.

## Diplomas olímpicos
| Nombre                | Deporte      | Evento          | Posición  | Fecha        |
| --------------------- | ------------ | --------------- | --------- | ------------ |
| María Fernanda Valdés | Halterofilia | Femenino −75 kg | 7º puesto | 12 de agosto |
| Tomás González        | Gimnasia     | Salto           | 7º puesto | 15 de agosto |
| Bárbara Riveros       | Triatlón     | Femenino        | 5º puesto | 20 de agosto |

## Detalle por deporte

### Atletismo
Eventos de carrera
Masculinos
| Atleta         | Evento       | Final         | Final         |
| Atleta         | Evento       | Resultado     | Lugar         |
| -------------- | ------------ | ------------- | ------------- |
| Edward Araya   | 50 km marcha | Descalificado | Descalificado |
| Yerko Araya    | 20 km marcha | 1:22:23       | 25°           |
| Daniel Estrada | Maratón      | 2:25:33       | 98°           |
| Enzo Yáñez     | Maratón      | 2:27:47       | 108°          |
| Víctor Aravena | Maratón      | 2:17:49       | 42°           |

Femeninos
| Atleta          | Evento  | Serie     | Serie | Semifinal    | Semifinal    | Final        | Final        |
| Atleta          | Evento  | Resultado | Lugar | Resultado    | Lugar        | Resultado    | Lugar        |
| --------------- | ------- | --------- | ----- | ------------ | ------------ | ------------ | ------------ |
| Isidora Jiménez | 200 m   | 23.29     | 41°   | No clasificó | No clasificó | No clasificó | No clasificó |
| Érika Olivera   | Maratón | —         | —     | —            | —            | 2:50:29      | 105°         |
| Natalia Romero  | Maratón | —         | —     | —            | —            | 3:01:29      | 123°         |

Eventos de lanzamiento
| Atleta         | Evento         | Clasificación | Clasificación | Final        | Final        |
| Atleta         | Evento         | Distancia     | Posición      | Distancia    | Posición     |
| -------------- | -------------- | ------------- | ------------- | ------------ | ------------ |
| Natalia Duco   | Bala femenino  | 18,18 m       | 9°            | 18,07 m      | 10°          |
| Karen Gallardo | Disco femenino | 57,81 m       | 18°           | No clasificó | No clasificó |

### Ciclismo

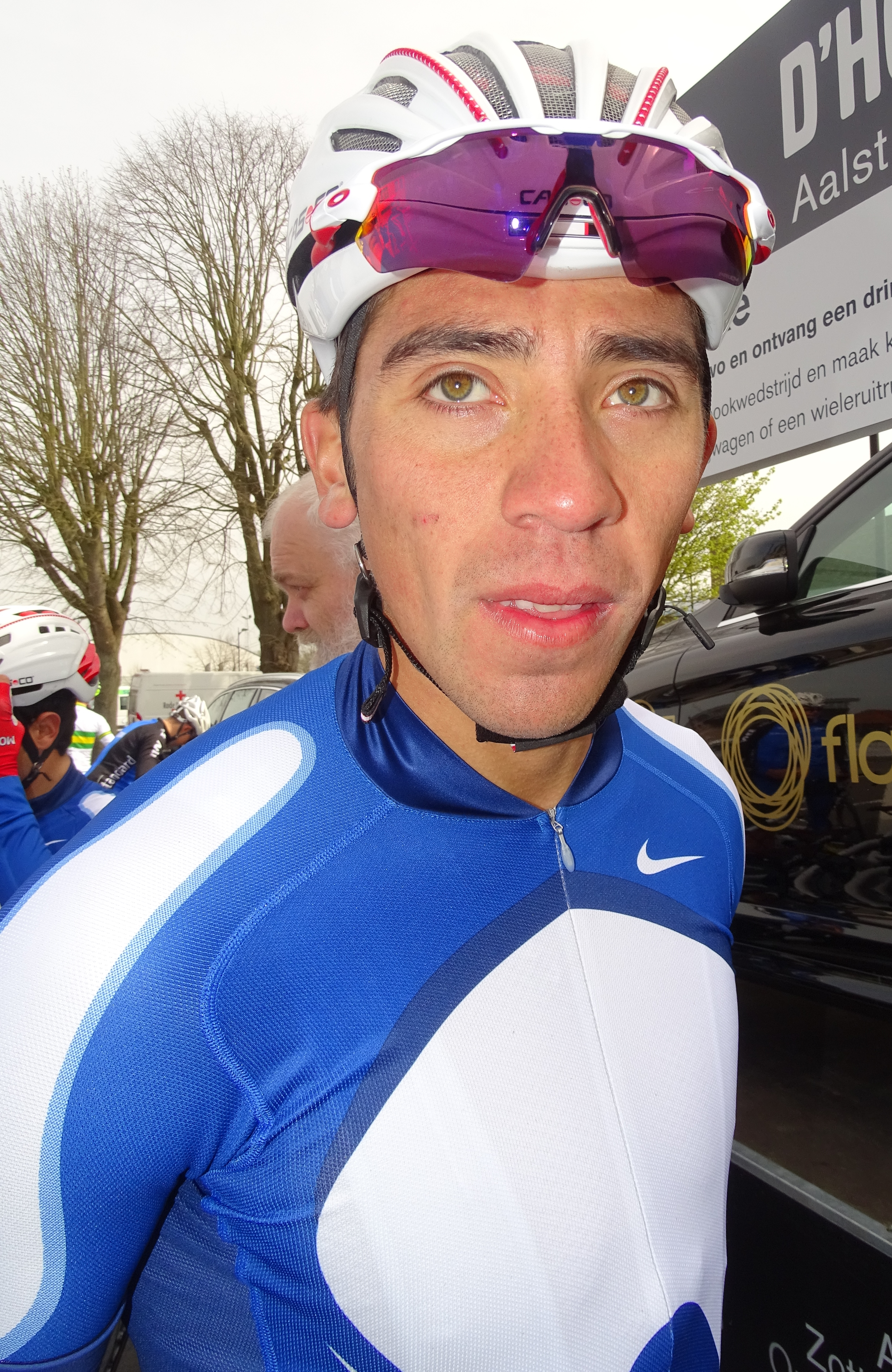
José Luis Rodríguez, ciclista chileno, en 2016

#### Ruta
Chile ha clasificado un corredor a la carrera olímpica de ciclismo en ruta masculina en virtud de su 20º puesto individual en la UCI America Tour 2015. Adicionalmente fue otorgado un cupo a Chile en ciclismo en ruta femenino, en virtud del top 100 individual en la clasificación mundial UCI 2016.
| Atleta              | Evento         | Tiempo      | Lugar       |
| ------------------- | -------------- | ----------- | ----------- |
| José Luis Rodríguez | Ruta masculino | No finalizó | No finalizó |
| Paola Muñoz         | Ruta femenino  | No finalizó | No finalizó |

### Equitación
| Atleta       | Caballo | Evento                       | Adiestramiento | Adiestramiento | Cross-country | Cross-country | Cross-country | Salto         | Salto         | Salto         | Salto        | Salto        | Salto        | Total  | Total |
| Atleta       | Caballo | Evento                       | Adiestramiento | Adiestramiento | Cross-country | Cross-country | Cross-country | Clasificación | Clasificación | Clasificación | Final        | Final        | Final        | Total  | Total |
| Atleta       | Caballo | Evento                       | Penal.         | Lugar          | Penal.        | Total         | Lugar         | Penal.        | Total         | Lugar         | Penal.       | Total        | Lugar        | Penal. | Lugar |
| ------------ | ------- | ---------------------------- | -------------- | -------------- | ------------- | ------------- | ------------- | ------------- | ------------- | ------------- | ------------ | ------------ | ------------ | ------ | ----- |
| Carlos Lobos | Ranco   | Concurso completo individual | 49.30          | 40°            | 42.80         | 92.10         | 30°           | 4.00          | 96.10         | 29°           | No clasificó | No clasificó | No clasificó | 96.10  | 29°   |

### Gimnasia

#### Artística
Masculino
| Atleta         | Aparato | Clasificación | Clasificación | Clasificación | Clasificación | Final        | Final        | Final        | Final        |
| Atleta         | Aparato | Intento 1     | Intento 2     | Total         | Lugar         | Intento 1    | Intento 2    | Total        | Lugar        |
| -------------- | ------- | ------------- | ------------- | ------------- | ------------- | ------------ | ------------ | ------------ | ------------ |
| Tomás González | Suelo   | 15.066        | —             | 15.066        | 14°           | No clasificó | No clasificó | No clasificó | No clasificó |
| Tomás González | Salto   | 15.233        | 15.066        | 15.149        | 8°            | 15.375       | 14.900       | 15.137       | 7°           |

Femenino
| Atleta        | Evento     | Aparato | Aparato            | Aparato             | Aparato | Clasificación | Clasificación | Aparato      | Aparato            | Aparato             | Aparato      | Final        | Final        |
| Atleta        | Evento     | Salto   | Barras asimétricas | Barra de equilibrio | Suelo   | Total         | Lugar         | Salto        | Barras asimétricas | Barra de equilibrio | Suelo        | Total        | Lugar        |
| ------------- | ---------- | ------- | ------------------ | ------------------- | ------- | ------------- | ------------- | ------------ | ------------------ | ------------------- | ------------ | ------------ | ------------ |
| Simona Castro | All-around | 13.733  | 12.833             | 13.000              | 11.833  | 51.399        | 52°           | No clasificó | No clasificó       | No clasificó        | No clasificó | No clasificó | No clasificó |

### Golf
| Atleta         | Evento    | Ronda 1 | Ronda 2 | Ronda 3 | Ronda 4 | Total   | Total | Total |
| Atleta         | Evento    | Puntaje | Puntaje | Puntaje | Puntaje | Puntaje | Par   | Lugar |
| -------------- | --------- | ------- | ------- | ------- | ------- | ------- | ----- | ----- |
| Felipe Aguilar | Masculino | 71      | 71      | 75      | 68      | 285     | +1    | T39   |

### Halterofilia
| Atleta                | Evento           | Arrancada | Envión | Total  | Lugar |
| --------------------- | ---------------- | --------- | ------ | ------ | ----- |
| Julio Acosta          | Masculino −62 kg | 120 kg    | 146 kg | 266 kg | 11°   |
| María Fernanda Valdés | Femenino −75 kg  | 107 kg    | 135 kg | 242 kg | 7°    |

### Judo
| Athlete        | Event            | Ronda de 64            | Ronda de 32              | Ronda de 16        | Cuartos de final   | Semifinal          | Repechaje          | Final / MB         | Final / MB   |
| Athlete        | Event            | Oponente Resultado     | Oponente Resultado       | Oponente Resultado | Oponente Resultado | Oponente Resultado | Oponente Resultado | Oponente Resultado | Lugar        |
| -------------- | ---------------- | ---------------------- | ------------------------ | ------------------ | ------------------ | ------------------ | ------------------ | ------------------ | ------------ |
| Thomas Briceño | Masculino −90 kg | Khalaf (JOR) V 011-000 | Dong-Han (KOR) D 000-100 | No clasificó       | No clasificó       | No clasificó       | No clasificó       | No clasificó       | No clasificó |

### Natación
| Atleta          | Evento                        | Preliminares | Preliminares | Final        | Final        |
| Atleta          | Evento                        | Tiempo       | Lugar        | Tiempo       | Lugar        |
| --------------- | ----------------------------- | ------------ | ------------ | ------------ | ------------ |
| Felipe Tapia    | 1500 m estilo libre masculino | 16:02.44     | 45°          | No clasificó | No clasificó |
| Kristel Köbrich | 400 m estilo libre femenino   | 4:16:07      | 24°          | No clasificó | No clasificó |
| Kristel Köbrich | 800 m estilo libre femenino   | 8:34.34      | 17°          | No clasificó | No clasificó |

### Remo
| Atleta                            | Evento                     | Preliminar | Preliminar | Repechaje | Repechaje | Semifinal | Semifinal | Final   | Final | Lugar |
| Atleta                            | Evento                     | Tiempo     | Lugar      | Tiempo    | Lugar     | Tiempo    | Lugar     | Tiempo  | Lugar | Lugar |
| --------------------------------- | -------------------------- | ---------- | ---------- | --------- | --------- | --------- | --------- | ------- | ----- | ----- |
| Felipe Cárdenas Bernardo Guerrero | Doble par ligero masculino | 6:38.95    | 12° (R)    | 7:11.38   | 8° (SC/D) | 7:24.71   | 3° (FC)   | 6:47:67 | 5°    | 17°   |
| Melita Abraham Josefa Vila        | Doble par ligero femenino  | 7:20.63    | 15° (R)    | 8:11.97   | 7° (SC/D) | 8:20.26   | 3° (FC)   | 7:46.99 | 5°    | 17°   |

Leyenda: R=Repechaje; SC/D=Semifinales C/D; FC=Final C (no opta a medalla).

### Taekwondo
| Atleta          | Evento           | Ronda de 16          | Cuartos de final   | Semifinal          | Repechaje          | Medalla de bronce  | Final              | Final        |
| Atleta          | Evento           | Oponente Resultado   | Oponente Resultado | Oponente Resultado | Oponente Resultado | Oponente Resultado | Oponente Resultado | Lugar        |
| --------------- | ---------------- | -------------------- | ------------------ | ------------------ | ------------------ | ------------------ | ------------------ | ------------ |
| Ignacio Morales | Masculino −68 kg | Tazegül (TUR) D 14-1 | No clasificó       | No clasificó       | No clasificó       | No clasificó       | No clasificó       | No clasificó |

### Tenis
| Atletas                      | Evento           | Ronda de 32                         | Ronda de 16         | Cuartos de final    | Semifinal           | Final / MB          | Final / MB      |
| Atletas                      | Evento           | Oponentes Resultado                 | Oponentes Resultado | Oponentes Resultado | Oponentes Resultado | Oponentes Resultado | Lugar           |
| ---------------------------- | ---------------- | ----------------------------------- | ------------------- | ------------------- | ------------------- | ------------------- | --------------- |
| Julio Peralta Hans Podlipnik | Dobles masculino | Johnson/Sock (USA) D 2-0 (6-2, 6-2) | No clasificaron     | No clasificaron     | No clasificaron     | No clasificaron     | No clasificaron |

### Tiro
| Atleta             | Evento         | Clasificación | Clasificación | Semifinal    | Semifinal    | Final        | Final        |
| Atleta             | Evento         | Puntos        | Lugar         | Puntos       | Lugar        | Puntos       | Lugar        |
| ------------------ | -------------- | ------------- | ------------- | ------------ | ------------ | ------------ | ------------ |
| Francisca Crovetto | Skeet femenino | 62            | 19°           | No clasificó | No clasificó | No clasificó | No clasificó |

### Tiro con arco
Un arquero chileno se clasifica para la prueba individual masculina, en una de las tres plazas olímpicas disponibles en el Torneo de Clasificación Panamericana en Medellín, Colombia.
| Atleta       | Evento               | Clasificación | Clasificación | Ronda de 64          | Ronda de 32          | Ronda de 16               | Cuartos de final | Semifinal       | Final / MB      | Final / MB   |
| Atleta       | Evento               | Puntos        | Lugar         | Oponente Puntos      | Oponente Puntos      | Oponente Puntos           | Oponente Puntos  | Oponente Puntos | Oponente Puntos | Lugar        |
| ------------ | -------------------- | ------------- | ------------- | -------------------- | -------------------- | ------------------------- | ---------------- | --------------- | --------------- | ------------ |
| Ricardo Soto | Individual masculino | 675           | 13°           | Prylepau (BLR) V 6-5 | Oliveira (BRA) V 7-1 | Van den Berg (NED) D 5-5* | No clasificó     | No clasificó    | No clasificó    | No clasificó |

### Triatlón
Chile se ha asegurado un cupo en el evento de triatlón femenino con el triunfo de Bárbara Riveros en los Juegos Panamericanos de 2015.
| Atleta          | Evento   | Natación (1.5 km) | Trans 1 | Ciclismo (40 km) | Trans 2 | Carrera a pie (10 km) | Tiempo total | Ranking |
| --------------- | -------- | ----------------- | ------- | ---------------- | ------- | --------------------- | ------------ | ------- |
| Bárbara Riveros | Femenino | 19:13             | 0:52    | 1:01:24          | 0:39    | 35:21                 | 1:57:29      | 5°      |

### Vela
Masculino
| Atleta                           | Evento | Carrera | Carrera | Carrera | Carrera | Carrera | Carrera | Carrera | Carrera | Carrera | Carrera | Carrera | Carrera | Carrera | Puntos | Lugar |
| Atleta                           | Evento | 1       | 2       | 3       | 4       | 5       | 6       | 7       | 8       | 9       | 10      | 11      | 12      | M       | Puntos | Lugar |
| -------------------------------- | ------ | ------- | ------- | ------- | ------- | ------- | ------- | ------- | ------- | ------- | ------- | ------- | ------- | ------- | ------ | ----- |
| Matías del Solar                 | Laser  | 22      | 35      | 22      | 32      | 35      | 24      | 34      | 33      | 24      | 12      | —       | —       | —       | 238    | 30.º  |
| Andrés Ducasse Francisco Ducasse | 470    | 24      | 22      | 24      | 20      | 18      | 4       | 23      | 25      | 23      | 14      | —       | —       | —       | 172    | 24.º  |
| Benjamín Grez Cristóbal Grez     | 49er   | 12      | 18      | 15      | 19      | 18      | 21      | 7       | 20      | 21      | 14      | 12      | 15      | —       | 171    | 20.º  |

Femenino
| Atleta                         | Evento | Carrera | Carrera | Carrera | Carrera | Carrera | Carrera | Carrera | Carrera | Carrera | Carrera | Carrera | Carrera | Carrera | Puntos | Lugar |
| Atleta                         | Evento | 1       | 2       | 3       | 4       | 5       | 6       | 7       | 8       | 9       | 10      | 11      | 12      | M       | Puntos | Lugar |
| ------------------------------ | ------ | ------- | ------- | ------- | ------- | ------- | ------- | ------- | ------- | ------- | ------- | ------- | ------- | ------- | ------ | ----- |
| Nadja Horwitz Sofía Middleton  | 470    | 9       | 11      | 18      | 16      | 10      | 2       | 10      | 11      | 16      | 15      | —       | —       | —       | 100    | 11.º  |
| Arantza Gumucio Begoña Gumucio | 49erFX | 16      | 14      | 18      | 14      | 15      | 19      | 12      | 14      | 17      | 17      | 15      | 16      | —       | 168    | 18.º  |

### Voleibol

#### Playa
El equipo chileno de voleibol de playa masculino se clasificó directamente para los Juegos Olímpicos al ganar el partido contra Venezuela en la última Copa Continental 2016 CSV en Rosario, Argentina.
| Esteban Grimalt Marco Grimalt | Masculino | Nummerdor/Varenhorst (NED) D 2-0 (21-16, 21-13) | Krasilnikov/Semenov (RUS) D 2-0 (21-17, 21-14) | Fijałek/Prudel (POL) D 2-1 (21-13, 16-21, 15-11) | 4° | No clasificaron | No clasificaron | No clasificaron | No clasificaron | No clasificaron | No clasificaron | No clasificaron | No clasificaron |

## Resultados destacados
El 12 de agosto, la halterófila María Fernanda Valdés se ubicó en el séptimo lugar en la final de la categoría de menos de 75 kilos, al levantar 107 kilos en el arranque y 135 en los dos tiempos, totalizando 242 kilos. Con ello, Valdés obtuvo el primer diploma olímpico de la competencia para Chile.
El 15 de agosto, el gimnasta Tomás González Sepúlveda disputó la final de la prueba de salto, donde obtuvo un puntaje promedio de 15.137 en sus dos saltos —el primero fue evaluado con un 15.375 y el segundo, con un 14.900—, quedando en el séptimo lugar, con lo que obtiene su tercer diploma olímpico, sumándose a los dos que obtuvo por sus cuartos lugares en las pruebas de salto y suelo en Londres 2012.
El 20 de agosto, la triatleta Bárbara Riveros logró su mejor participación olímpica, obteniendo el quinto lugar en la competencia femenina, con un tiempo de 1:57:29. Así, obtuvo el tercer diploma olímpico de Chile en estos Juegos y el mejor resultado de un chileno en toda la cita olímpica.
El 12 de agosto, la atleta Natalia Duco ocupó el 10.º puesto en la final del lanzamiento de peso, al obtener como mejor marca 18,07 metros en su primer intento.